# Episodi di Don Luca c'è
La prima e unica stagione della serie televisiva Don Luca c'è, composta da 20 episodi, è stata trasmessa per la prima volta in Italia dal 3 luglio 2008.
Le fonti sono discordi sul canale di trasmissione e le date di prima visione del telefilm. Secondo Mediaset Infinity infatti, la serie è stata trasmessa, un episodio al giorno, dal 3 luglio al 23 luglio 2008 su Italia 2. Sapendo però che Italia 2 non esisteva nel 2008 e che i canali Mediaset hanno sempre avuto un palinsesto per i giorni feriali e un altro per i giorni festivi, è alquanto improbabile che gli episodi siano stati trasmessi ininterrottamente uno al giorno (domeniche comprese).
Secondo Antonio Genna Blog e L'Unità invece, Ia serie ha debuttato sempre il 3 luglio 2008, ma su Italia 1. Entrambe le fonti riportano che inizialmente il canale trasmetteva due episodi in prima serata ogni settimana. Inoltre, stando solo ad Antonio Genna Blog, Italia 1 ha sospeso la serie il 17 luglio 2008, dopo la trasmissione del sesto episodio, a causa degli scarsi ascolti ottenuti. 
A differenza di Antonio Genna Blog che non riporta altre informazioni sulla serie, L'Unità e un'altra fonte, Tvblog, riportano che Italia 1 ha ricominciato a trasmettere la serie il 1° dicembre 2008 alle ore 19:00, ripartendo dal primo episodio e proseguendo oltre il sesto. 
Dalle informazioni de L'Unità si ricava anche che questa volta Italia 1 ha trasmesso un episodio al giorno, dal lunedì al venerdì tranne i festivi, e che dopo i primi sette episodi ha iniziato a trasmettere gli episodi senza rispettare l'ordine di trama. Inoltre, dal 19 dicembre 2008 in poi, Italia 1 ha cominciato a trasmettere "Don Luca c'è" saltuariamente, cioè sostituendo di tanto in tanto la trasmissione di un episodio inedito con altri programmi o con repliche di episodi già trasmessi. Dato che le edizioni de L'Unità della prima settimana di gennaio 2009 non sono disponibili, non è possibile sapere se gli episodi mancanti sono stati trasmessi proprio in quei giorni. 
| nº | Titolo                     | Prima TV         |
| -- | -------------------------- | ---------------- |
| 1  | Benvenuto all'inferno!     | 3 luglio 2008    |
| 2  | Addio al celibato          | 3 luglio 2008    |
| 3  | L'angelo tentatore         | 10 luglio 2008   |
| 4  | Il biglietto dove lo metto | 10 luglio 2008   |
| 5  | L'esorcista                | 17 luglio 2008   |
| 6  | La sottile linea blu       | 17 luglio 2008   |
| 7  | Quanta burocrazia!         | 9 dicembre 2008  |
| 8  | L'angelo malato            |                  |
| 9  | Il sesso degli angeli      |                  |
| 10 | Poker dei santi            |                  |
| 11 | Casa Don Luca              | 16 dicembre 2008 |
| 12 | Una bugia pietosa          | 17 dicembre 2008 |
| 13 | Com'è dura la clausura     | 23 dicembre 2008 |
| 14 | Sexy calendario            | 12 dicembre 2008 |
| 15 | Tiro da tre                |                  |
| 16 | Vu vu vu mi piaci tu       | 18 dicembre 2008 |
| 17 | I giorni del dragone       | 15 dicembre 2008 |
| 18 | Chi predica bene...        | 11 dicembre 2008 |
| 19 | L'erba di Crocefisso       | 10 dicembre 2008 |
| 20 | Telecrocefisso             |                  |

## Benvenuto all'inferno!
- Diretto da: Duccio Forzano
- Scritto da: Maurizio Sangalli

## Addio al celibato
- Diretto da: Duccio Forzano
- Scritto da: Maurizio Sangalli

## L'angelo tentatore
- Diretto da: Duccio Forzano
- Scritto da: Maurizio Sangalli

## Il biglietto dove lo metto
- Diretto da: Duccio Forzano
- Scritto da: Maurizio Sangalli

## L'esorcista
- Diretto da: Duccio Forzano
- Scritto da: Maurizio Sangalli

## La sottile linea blu
- Diretto da: Duccio Forzano
- Scritto da: Stefania Bertola e Maurizio Sangalli

## Quanta burocrazia!
- Diretto da: Duccio Forzano
- Scritto da: Davide Aicardi, Simona Sparaco e Maurizio Sangalli

## L'angelo malato
- Diretto da: Duccio Forzano
- Scritto da: Maurizio Sangalli

## Il sesso degli angeli
- Diretto da: Duccio Forzano
- Scritto da: Stefania Bertola e Maurizio Sangalli

## Poker dei santi
- Diretto da: Duccio Forzano
- Scritto da: Stefania Bertola e Maurizio Sangalli

## Casa Don Luca
- Diretto da: Duccio Forzano
- Scritto da: Stefania Bertola e Maurizio Sangalli

## Una bugia pietosa
- Diretto da: Duccio Forzano
- Scritto da: Ivan Garcia Moreno e Maurizio Sangalli

## Com'è dura la clausura
- Diretto da: Duccio Forzano
- Scritto da: Maurizio Sangalli

## Sexy calendario
- Diretto da: Duccio Forzano
- Scritto da: Nicola Lorenzi e Maurizio Sangalli

## Tiro da tre
- Diretto da: Duccio Forzano
- Scritto da: Davide Aicardi, Alessandro Coscia e Maurizio Sangalli

## Vu vu vu mi piaci tu
- Diretto da: Duccio Forzano
- Scritto da: Davide Crestani, Alessandro Coscia e Maurizio Sangalli

## I giorni del dragone
- Diretto da: Duccio Forzano
- Scritto da: Paolo Lizza e Maurizio Sangalli

## Chi predica bene...
- Diretto da: Duccio Forzano
- Scritto da: Maurizio Sangalli

## L'erba di Crocefisso
- Diretto da: Duccio Forzano
- Scritto da: Stefania Bertola e Maurizio Sangalli

## Telecrocefisso
- Diretto da: Duccio Forzano
- Scritto da: Stefania Bertola e Maurizio Sangalli